# Koninklijke Adriaan Volker Groep

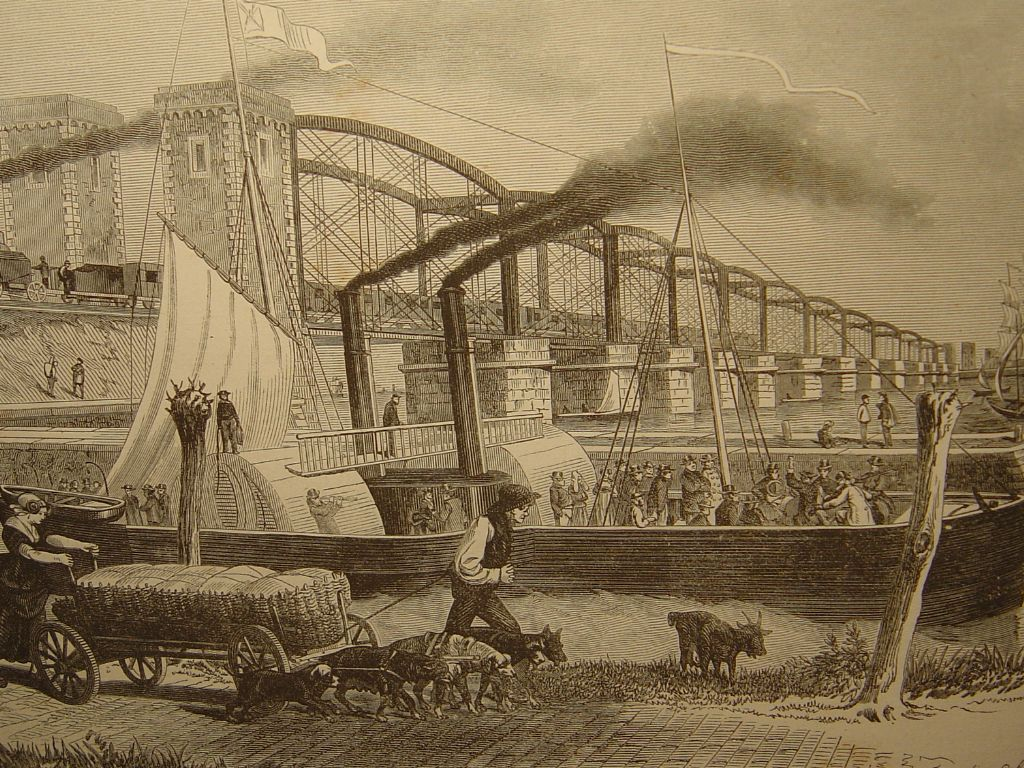
Opening van de spoorbrug bij Moerdijk

De Koninklijke Adriaan Volker Groep is een bagger- en aannemersbedrijf dat bestond van 1854 tot 1978, toen het met de Stevin Groep fuseerde tot de Koninklijke Volker Stevin.

## Voorgeschiedenis
De oprichter, Adriaan Volker I werd opgevolgd door zijn zoon Leendert Volker (overleden 1930) en later door Adriaan Volker II (1934-1960).

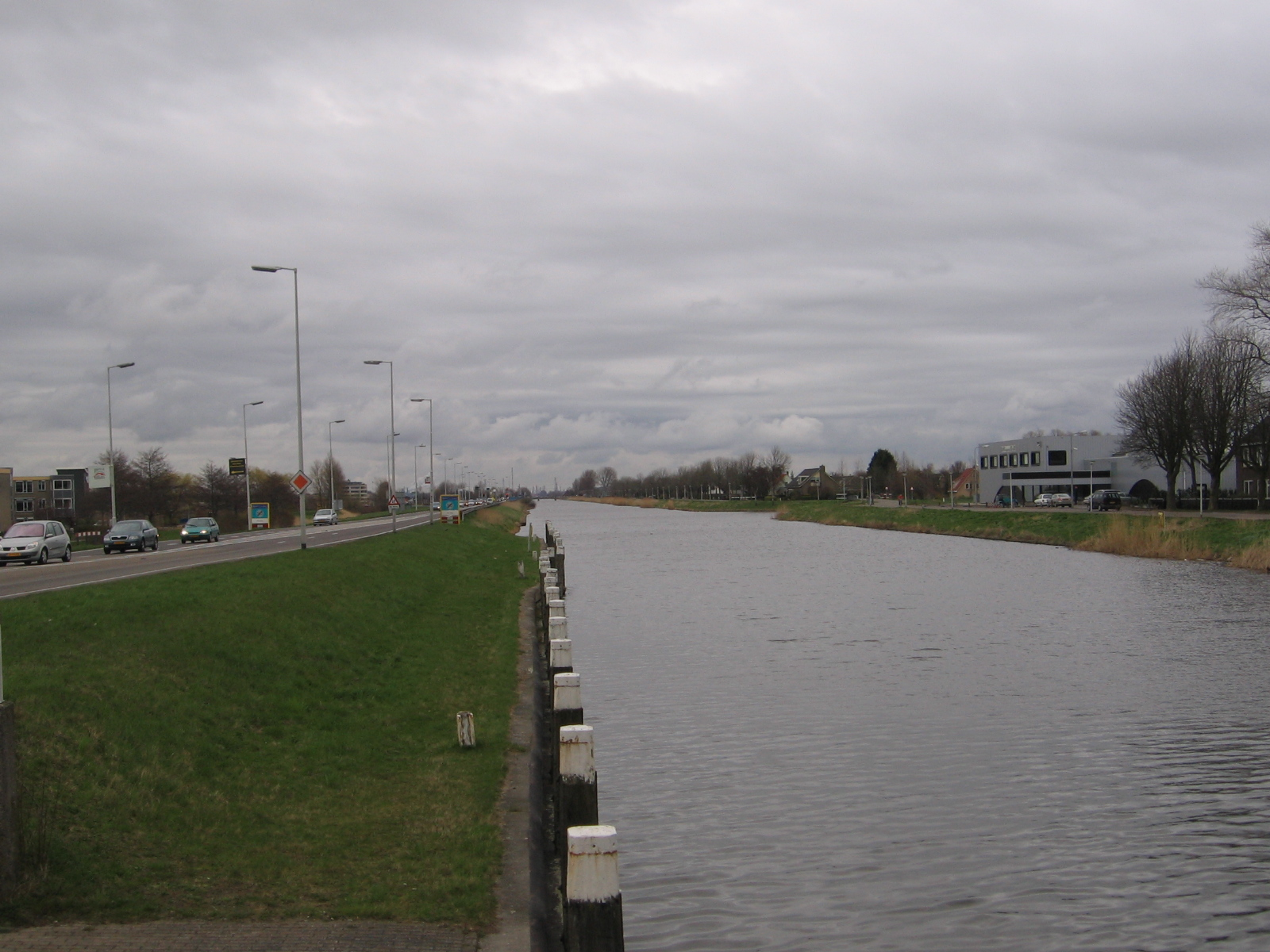
Kanaal door Voorne

Het bedrijf werd opgericht te Sliedrecht door Adriaan Volker (1827-1903) die zich aldaar in 1854 vestigde als zelfstandig aannemer. Hij startte met het vervaardigen van rijswerken en de aanleg van kribben in de Merwede. In 1861 voerde hij onderhoudswerken aan het Kanaal door Voorne uit. In hetzelfde jaar kocht hij zijn eerste stoombaggermolen in België. In 1868 werd de Stroomdieper, de eerste in Nederland gebouwde stoombaggermolen, aan de vloot toegevoegd. Later was hij betrokken bij de aanleg van onder meer de Nieuwe Waterweg en de onderbouw van de spoorbrug bij Moerdijk (1871). Andere opdrachten waren het graven van het Noordzeekanaal (geopend 1876) en diverse opdrachten in het buitenland, waaronder het graven van het Panamakanaal en het uitdiepen van het Suezkanaal (1906, 1913). In 1916 was het bedrijf al betrokken bij de voorbereiding van de Zuiderzeewerken. In 1926 nam de firma deel aan de toen opgerichte Maatschappij tot Uitvoering van Zuiderzeewerken, welke de Afsluitdijk zou realiseren. In 1927 werden werkzaamheden uitgevoerd om terreinen op te spuiten bij Rotterdam, onder meer het Land van Hoboken. Daarbij werden schandelijke werktijden geconstateerd ten aanzien van overtredingen van de Arbeidswet, waardoor werkweken van meer dan 55 uur werden gedraaid. Er werkten toen ongeveer 400 mensen bij Adriaan Volker.
Een belangrijke opdracht was ook de aanleg van de Eerste Petroleumhaven te Pernis, welke in 1933 gereedkwam. Deze gaf een aanzienlijke impuls voor de opbloei van de petrochemische industrie in het Rijnmondgebied. Vanaf 1934 was Volker ook bij de Maasverbetering actief, waaronder het afsnijden van meanders.
Op 15 mei 1934 werd de maatschappij omgezet in een besloten Naamloze Vennootschap, genaamd: N.V. Adriaan Volker's Maatschappij tot het uitvoeren van openbare werken. In de taakstelling was te lezen, dat het ging om het uitvoeren van baggerwerken in binnen- en buitenland.

## Rotterdamse havens, oliewinning, offshore
Na de Tweede Wereldoorlog raakte Adriaan Volker's maatschappij betrokken bij de uitvoering van het Botlekplan (1950), waarbij ze 128 ha grond in erfpacht nam ten behoeve van de berging van baggerspecie. In 1953 nam Volker, samen met een Texaanse firma, deel in de Nederlandse Boormaatschappij, die ten doel had het uitvoeren van boringen naar gassen, petroleum, minerale zouten etc.. Deze boringen werden uitgevoerd te Schoonebeek, Hoogeveen en Rijswijk. In 1954, bij het 100-jarig bestaan van de firma, was al sprake van een tweede dochtermaatschappij: Bato betonbouw in Den Haag. Volker werd toen al als een wereldconcern bestempeld. In dit jaar werd het predicaat Koninklijke toegekend aan het bedrijf, dat toen de trots van Sliedrecht werd genoemd. Het bedrijf zou sindsdien: Koninklijke Maatschappij tot het uitvoeren van openbare werken "Adriaan Volker" heten.

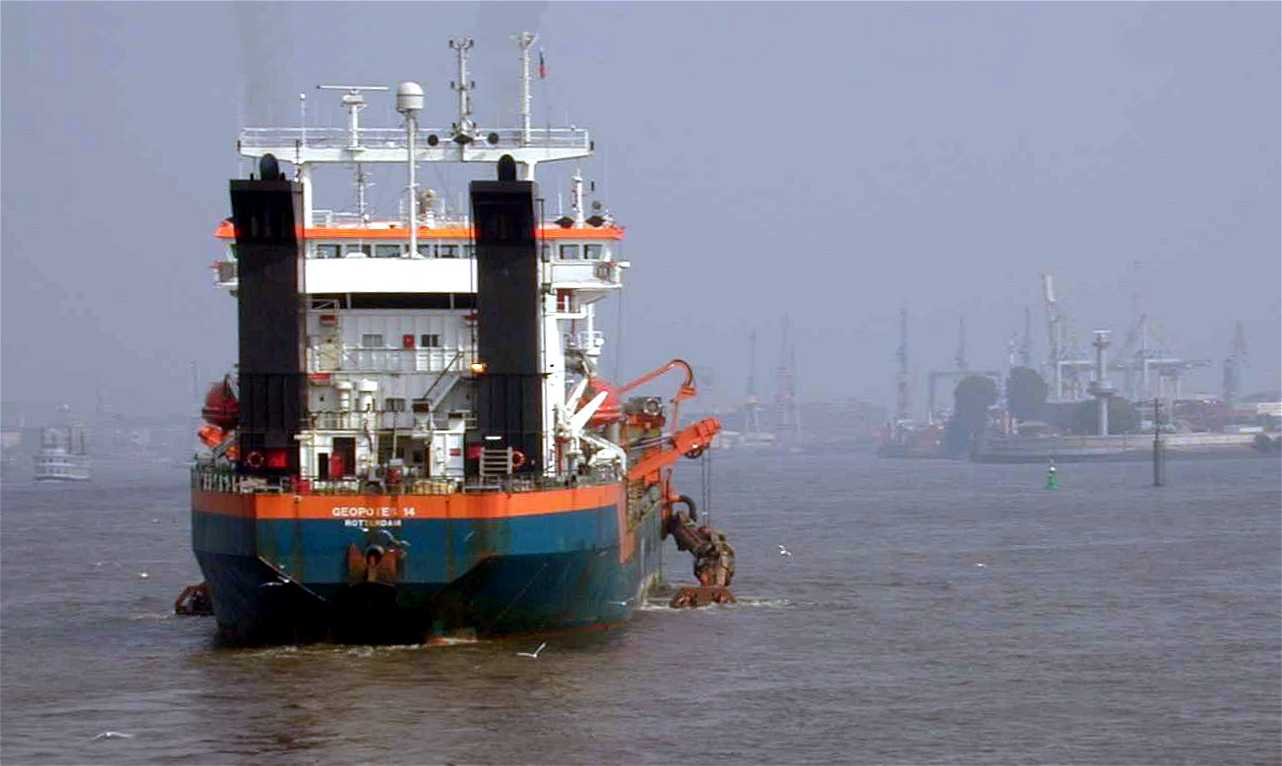
Een sleephopperzuiger van Volker (Geopotes 14)

De Rotterdamse havens zorgden voor vele opdrachten: de aanleg van de Derde Petroleumhaven in het Botlekgebied, de aanleg van Europoort (vanaf 1958) en de Deltawerken, waarmee in 1956 een begin was gemaakt. Ondertussen werden vele grote hopprzuigers, cutterzuigers en dergelijke aan de firma opgeleverd. Zo werd de Geopotes 9 beschouwd in 1967 beschouwd als de grootste sleephopperzuiger ter wereld.
In 1967 werd de N.V. Nederlandse Aannemingsmaatschappij voor werken buitengaats opgericht, waarin ook Volker deelnam. Doel was het verrichten van offshore-werkzaamheden ten behoeve van de aardolie- en aardgaswinning op de Noordzee. In 1969 werd de opdracht verkregen voor een 7,5 km lange zeepijpleiding in Engeland, welke naar een meerboei loopt waar grote tankers kunnen aanleggen. In 1970 zonk de sleephopperzuiger Geopotes 8 in de Noordzee. In hetzelfde jaar werd met de Geopotes 7 een geslaagde proef uitgevoerd om -bij olierampen- de olie uit zee te verwijderen.

## Adriaan Volker Huis
Adriaan Volker, waar in 1970 ongeveer 2300 mensen werkten, deed in dit jaar een bod op Visser en Smit's aannemingsmaatschappij te Papendrecht. Daar werkten toen 2200 mensen. In 1971 maakte het bedrijf, dat toen reeds gevestigd was aan de Aelbrechtskade te Rotterdam, bekend om aan de Maasboulevard een 65 meter hoog hoofdkantoor te bouwen: het Adriaan Volker Huis. Dit gebouw werd op maandag 19 november 1973 door Adriaan Volker in gebruik genomen. Hier zouden aanvankelijk 450 mensen werken, terwijl de capaciteit tot 900 arbeidsplaatsen kon worden uitgebreid. De helft van het gebouw zou voorlopig dan ook worden verhuurd, en het was Rijn-Schelde-Verolme die, naast Adriaan Volker, in dit gebouw kwam zitten.
De naam Koninklijke Adriaan Volker Groep verkreeg het bedrijf in 1972.
In 1973 sloot de Belgische pijpenlegger Aquavia, waar 250 mensen werkten, zich bij de Volker-groep aan.

## Arabische avonturen

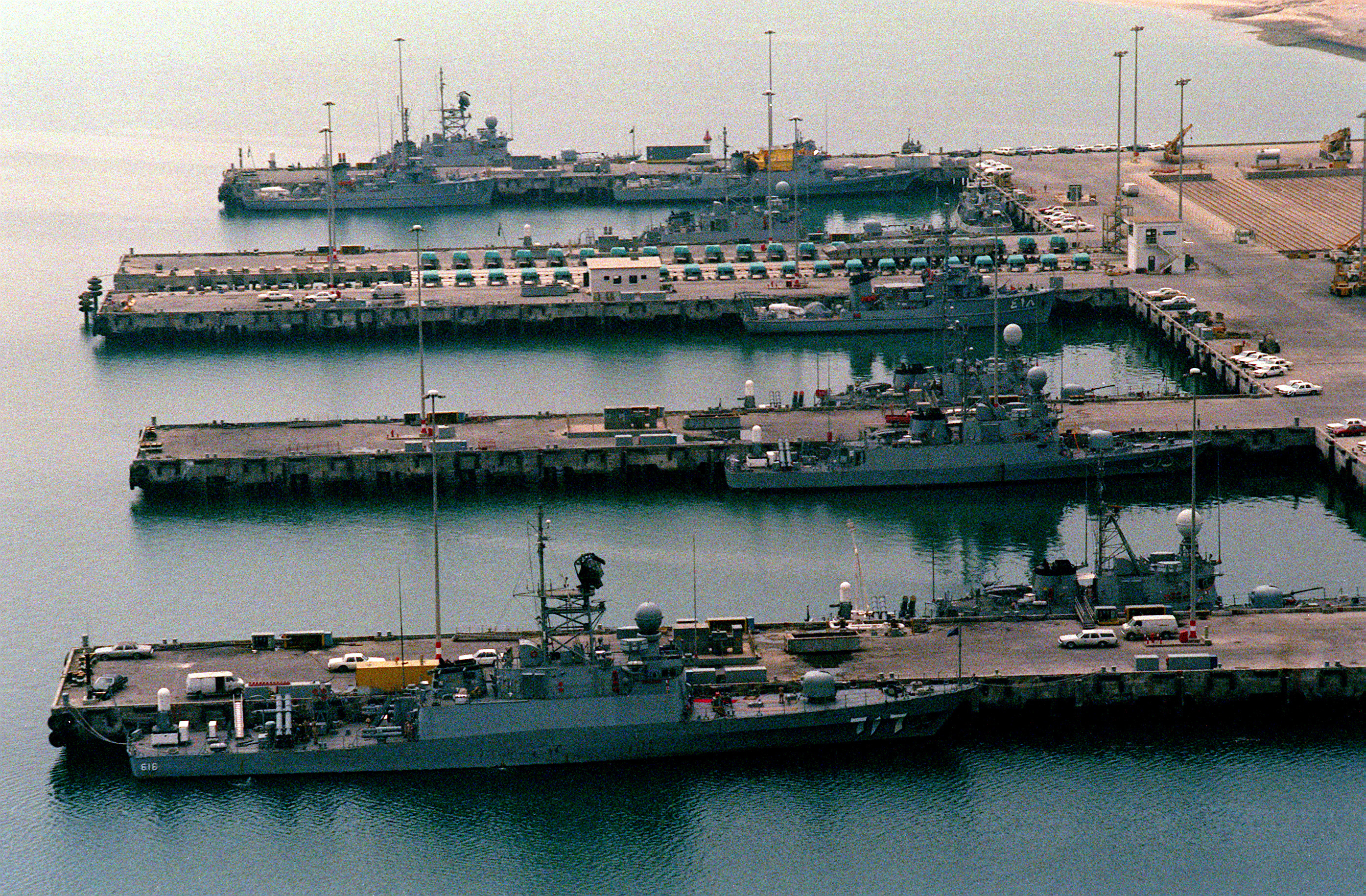
Marinebasis te Jubail

Een steeds groter deel van de activiteiten vond in het buitenland plaats: Zuid-Afrika, Saoedi-Arabië, Aboe Dhabi en Maleisië behoorden tot de landen waar opdrachten werden uitgevoerd. Dat niet al deze landen een brandschone reputatie hadden, en dat het toenmalige Kabinet-Den Uyl daar weleens problemen mee had, kwam de regering regelmatig op kritiek van de Adriaan Volker groep te staan. Vooral in Saoedi-Arabië, waar het grote lepelbaggerschip Hippopotes werd ingezet bij het graven van een haven in Jubail, betrof het een zeer grote order. Het was vanzelfsprekend dat men daar niet mocht beschikken over onder meer crucifixen of andere afbeeldingen van het christelijk geloof, zo schreef de onderneming aan de daar werkzame personeelsleden voor. Verder was er de nodige discussie over de Israël-Boycot, waaraan Nederlandse bedrijven als Volker meewerkten teneinde de gunst van de Arabieren te winnen.

## Beursgang en fusie
Voorjaar 1978 ging de Adriaan Volker Groep naar de beurs. De Britse bouwfirma G. Dew & Co. werd overgenomen. Doch enkele maanden later kwam het bericht dat de Koninklijke Volker Groep en de Stevin Groep op een fusie aanstuurden, teneinde een sterkere positie in het buitenland in te nemen. Aldus zou een combinatie ontstaan waarbij 22.000 mensen werkzaam zijn. Hetzelfde jaar nog, kreeg de fusie haar beslag en ontstond de Koninklijke Volker Stevin.